# Raoul Schollhammer
Raoul Schollhammer est un footballeur français né le 4 février 1932 à Pargny-sur-Saulx et décédé le 18 février 2022 à Sète.
Il a fait partie du Stade de Reims à sa grande époque. Il y a joué 25 matches en championnat comme défenseur de 1955 à 1957. 
Puis il est parti au FC Nancy avant de rejoindre l'AS Mazargues où il a été joueur puis entraîneur jusqu'en 1983.